# Что может быть проще времени?
«Что может быть проще времени» (англ. Time is the Simplest Thing) — фантастический роман американского писателя Клиффорда Саймака. Впервые опубликован в 1961 году.

## Сюжет
Главный герой романа — «парапсих» Шепард Блэйн (работник корпорации «Фишхук»), «путешествующий» к звёздам. На одной из планет он встречает Розового — некое существо, «меняющееся» с ним разумами. После возвращения Блэйн попадает под подозрение, что он «не человек», и вынужден бежать.

## Первые публикации
- На английском роман был впервые опубликован в США в 1961 году. Выдвигался на Премия «Хьюго» за лучший роман в 1962 году.
- Перевод романа на русский язык впервые появился в журнале «Урал» (1982, № 7–9) и впоследствии неоднократно переиздавался.[2]